# Зуи (Холмский район)
Зуи — деревня в Холмском районе Новгородской области, входит в Тогодское сельское поселение. Площадь земель относящихся к деревне — 14 га.
Деревня расположена на юге Новгородской области, у реки Язовка (приток Лужни), близ деревни Язовка.

## История
До августа 1927 года деревня Зуи в составе Холмского уезда Псковской губернии, а затем с 1 августа в составе Каменского сельсовета новообразованного Холмского района Великолукского округа Ленинградской области. В 1928 году население деревни — 120 человек. С ноября 1928 года деревня в составе вновь созданного Жирянского сельсовета Холмского района. По постановлению Президиума ВЦИК от 3 июня 1929 года Великолукский округ и Холмский район в том числе был передан из Ленинградской области во вновь образованную Западную область с центром в Смоленске. По постановлению ЦИК и СНК СССР от 23 июля 1930 года Великолукский округ был упразднён, а район перешёл в прямое подчинение облисполкому Западной области. В январе 1935 года Холмский район включили в состав Калининской области. В 1941…1944 гг. район был оккупирован немецко-фашистскими войсками. Указом Президиума Верховного Совета РСФСР от 5 июля 1944 года Холмский район был перечислен в состав Новгородской области, а затем Указом Президиума Верховного Совета РСФСР от 22 августа 1944 года Холмский район вошёл в состав новообразованной Великолукской области. Указом Президиума Верховного Совета РСФСР от 2 октября 1957 года Великолукская область была упразднена, а Холмский район был передан в состав Псковской области, после чего Указом Президиума Верховного Совета РСФСР от 29 июля 1958 года Холмский район был передан в состав Новгородской области. Деревня Зуи на этот момент входила в состав Каменского сельсовета Холмского района.
Во время неудавшейся всесоюзной реформы по делению на сельские и промышленные районы и парторганизации, в соответствии с решениями ноябрьского (1962 года) пленума ЦК КПСС «о перестройке партийного руководства народным хозяйством» с 10 декабря 1962 года был образован крупный Холмский сельский район, а 1 февраля 1963 года административный Холмский район был упразднён. Каменский сельсовет тогда вошёл в состав Холмского сельского района. Пленум ЦК КПСС, состоявшийся 16 ноября 1964 года восстановил прежний принцип партийного руководства народным хозяйством, после чего Указом Верховного Совета РСФСР от 12 января 1965 года сельские районы были преобразованы вновь в административные районы и решением Новгородского облисполкома № 6 от 14 января 1965 года и Каменский сельсовет и деревня в Холмском районе.
Решением Новгородской областной Думы № 262-ОД от 31 марта 1999 года из упразднённого Каменского сельсовета деревня вошла в состав Аполецкого сельсовета. По результатам муниципальной реформы деревня входит в состав муниципального образования — Тогодское сельское поселение Холмского муниципального района (местное самоуправление), по административно-территориальному устройству подчинена администрации Тогодского сельского поселения Холмского района.